# William Eubank
William Eubank, född 15 november 1982 i Holyoke i Massachusetts, är en amerikansk filmregissör, manusförfattare, och filmfotograf. Han har bland annat regisserat filmerna Love, Underwater och Paranormal Activity: Next of Kin. Han är uppvuxen i Santa Ynez Valley i Santa Barbara County norr om Los Angeles, som det näst äldsta av fyra syskon.

## Filmografi (i urval)

### Filmer
- 2011 – House of the Rising Sun (fotograf)
- 2011 – Love (regissör, manusförfattare, fotograf och produktionsdesigner)
- 2020 – Underwater (regissör)
- 2021 – Paranormal Activity: Next of Kin (regissör)